# Georg Adolph Dietrich von Düring

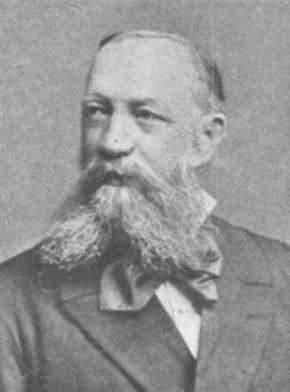
Georg Adolph Dietrich von Düring

Georg Adolph Dietrich von Düring (* 8. Juni 1832 in Osnabrück; † 21. Oktober 1905 auf Capri) war hannoverscher Major, Adjutant des Königs und Führer der Welfenlegion, außerdem Übersetzer von Werken des englischen Klassikers Geoffrey Chaucer.

## Herkunft
Seine Eltern waren der hannoversche Oberstleutnant Johann Dietrich Heinrich von Düring (* 20. April 1783; † 7. Mai 1832) und dessen Ehefrau Charlotte Dorothea Caroline Franziska von Freytag (* 5. August 1797; † 26. Mai 1862) aus dem Haus Daren.

## Leben
Er kam am 5. Juli 1849 als Leutnant in das 7. Infanterie-Regiment nach Osnabrück und gehörte diesem Regiment bis zu seiner Auflösung im 1866 an. Er stieg dort bis zum Hauptmanns auf. In dieser Zeit war er für zwei Jahre zur französischen Armee nach Charlon abkommandiert.
Während der Mobilmachung zum Deutschen Krieges von 1866 befand er sich in Ostfriesland und war   Kommandeur eines in Emden stationierten Detachements. Er soll mit den Grafen zu Knyphausen und von Wedel bis zu 1000 Mann Freiwillige gesammelt haben. Aus Osnabrück wurden Waffen geschickt, als diese am 21. Juni 1866 in Emden ankamen, erreichte auch eine kleine preußische Flotte ("Loreley" und "Tiger") die Stadt. Auf Drängen des preußisch-gesinnten Bürgermeisters und der Einwohner wurde ein freier Abzug der Hannoveraner ausgehandelt. Düring und eine kleine Truppen gelangten in Zivil und ohne Waffen über die Niederlande und Frankreich nach Hessen zum König Georg V.
Nach Auflösung der hannoverschen Armee folgte er König Georg V., der sich nach wie vor als mit Preußen im Kriegszustand befindlich ansah, als Flügeladjutant ins Exil nach Hietzing. Er wurde zum Major befördert und Führer der ca. 1000 Mann starken Welfenlegion, bis diese 1870 in Paris aufgelöst wurde. Daraufhin gab Düring das Versprechen nichts weiter gegen Preußen zu unternehmen und erhielt dafür eine preußische Pension als Major. 1871 heiratete er in Turin die 23-jährige Engländerin Marie Ada Dundas. Das Paar hatte zwei Kinder, Henry oder Harry (geb. 1872) und Mary Lilian (geb. 1873). Wo sich das Paar in dieser Zeit aufhielt ist unklar. Gesichert ist, dass er sich am 8. Mai 1876 in Coburg niederließ. Dort findet sich etwa um das 1880 ein Eintrag im Einwohnerverzeichnis mit den Daten der Familie. In seiner Coburger Zeit arbeitet er an seiner Übersetzung des Gesamtwerks von Geoffrey Chaucer, die er in den Jahren 1882 bzw. 1884 vollendet. Diese wird dann 1885 in Straßburg veröffentlicht. Wo und wie er sich die umfangreichen Kenntnisse des Mittelenglischen aneignete, scheint ungeklärt. Sein Name findet sich noch einmal 1880 in einem Coburger Adreßbuch. Dann verliert sich seine Spur. Als seine Tochter als Stiftsdame im Stift Börstel aufgenommen wird, scheint er dort seine letzten Lebensjahre verbracht zu haben. Er widmete sich landesgeschichtlichen Forschungen und stirbt er am 21. Oktober 1905 auf Capri.

### Ostfriesland
Düring hatte erheblichen Einfluss auf die ostfriesisch-hannoverischen Beziehungen. Ostfriesland galt seiner Zeit als das Sibirien Hannovers. Als er im Dezember 1852 von Osnabrück nach Aurich versetzt wurde, war er sehr ungehalten. Seinem Ärger machte er in Form eines Spottgedichtes Luft, das er an Kameraden nach Osnabrück schickte. Das Gedicht persiflierte Goethes Italiensehnsucht und war nie für die Veröffentlichung gedacht, aber durch die Frau eines seiner Kameraden kam es nach Ostfriesland zurück und wurde am 27. Januar 1853 im „Norder Stadtblatt“ abgedruckt. Das nachfolgende politische Erdbeben vergiftete das Klima für viele Jahrzehnte, auch die schnelle Abberufung des Secondeleutnants Düring konnte nichts mehr retten. Es kam zu Bürgerversammlungen und Demonstrationen. Noch 1853 publizierte der Leeraner Hinrich Leerhoff Willems (psd. Arminius Teut) eine kleine Schrift namens „Ostfriesland. Angriff und Verteidigung“ die bis 1940 noch 10 Neuauflagen erfuhr. Die letzte – allerdings nicht mehr selbstständige – Veröffentlichung war 1959.

### Chaucer-Übersetzung
Während seiner Coburger Zeit begann von Düring die Übersetzung der Werke von Geoffrey Chaucer. Das Werk erschien in Straßburg. Der erste Band (1883) enthielt die Gedichte „Das Haus der Fama“, „Die Legende von guten Weibern“ und „Das Parlament der Vögel“. Band 2 und 3 die Canterbury-Erzählungen (1885 und 1886). Die Übersetzung wurde öfter nachgedruckt, letzter Nachdruck: Die Canterbury Tales, Köln: Hegner, 1969.

### Werke
- „Ostfriesland“, veröffentlicht 1853 im „Norder Stadtblatt“
- Das Lager von Chàlons und Die Kampfweise und Ausbildung der französischen Infanterie. Zernin Eduard, Darmstadt, 1863
- Geoffrey Chaucers Werke, 3 Bde., Straßburg 1883–85
- Mehrere Aufsätze zur Geschichte des Stiftes Börstel in den Osnabrücker Mitteilungen (um 1900).

## Familie
Düring heiratete am 17. April 1871 in Turin Marie Ada Dundas (* 12. März 1847; † 30. Oktober 1924). Das Paar hatte mehrere Kinder:
- Henry William Viktor (* 6. Februar 1872; † 7. Mai 1957), Kaufmann in Shanghai ⚭ 1907 Dorothea Marie Thekla Cäcilie von Diebitsch (* 12. April 1881 in Zwickau)[5]
- Mary Lilian (* 22. September 1873; † 18. Februar 1969), Stiftsdame in Börstel, Schriftstellerin